# Јерођакон
Јерођакон (грч. hiereús = свештеник + diákonos = слуга, служитељ; ђакон) монашки је ђаконски чин у Православној цркви.
То је православни монах у чину ђакона, калуђер-ђакон, замонашени, посвећени ђакон.